# 217
| 217                |
| ------------------ |
| Dødsfald - Fødsler |
|                    |

| Gregoriansk kalender | 217 CCXVII              |
| Ab urbe condita      | 970                     |
| Armensk kalender     | I/T                     |
| Kinesiske kalender   | 2913 – 2914 丙申 – 丁酉 |
| Etiopisk kalender    | 209 – 210               |
| Jødisk kalender      | 3977 – 3978             |
| Hindukalendere       |                         |
| - Vikram Samvat      | 272 – 273               |
| - Shaka Samvat       | 139 – 140               |
| - Kali Yuga          | 3318 – 3319             |
| Iransk kalender      | 405 BP – 404 BP         |
| Islamisk kalender    | 418 BH – 417 BH         |

Se også 217 (tal)

## Dødsfald
- 4. april – Caracalla, romersk kejser